# ريكي كايامي
ريكي كايامي (بالإندونيسية: Ricky Kayame) (21 سبتمبر 1993 ببابوا في إندونيسيا - ) هو لاعب كرة قدم إندونيسي في مركز الهجوم. شارك مع منتخب إندونيسيا تحت 23 سنة لكرة القدم. أما مع النوادي، فقد لعب مع برسيب باندونغ وبرسيبورا جايابورا.

## روابط خارجية
- ريكي كايامي على موقع قاعدة بيانات كرة القدم.إي يو (الإنجليزية)
- ريكي كايامي على موقع Soccerway.com (الإنجليزية)